# Karoline von Woltmann
Karoline von Woltmann (apellido de nacimiento Stosch; Berlín, 6 de marzo de 1782-Ibidem, 18 de noviembre de 1847) fue una escritora alemana. 
Publicó varias novelas y colecciones de cuentos populares de Bohemia. También publicó las obras completas de su segundo marido, Karl Ludwig von Woltmann, y una valiosa selección literaria e histórica de la correspondencia familiar. (Deutsche Briefe, 1834).
Sus contemporáneos la consideraban la Madame de Genlis alemana.

## Biografía
Karoline von Woltimann era la hija mayor del médico y consejero secreto prusiano Karl Wilhelm Stosch y de Auguste Stosch, de soltera Hönig. Desde muy joven se interesó por la literatura.
A los 17 años se casó con el poeta y consejero de guerra Karl Müchler. Se separaron en 1804, pero ese mismo año Karoline conoció al escritor Karl Ludwig von Woltmann, con quien se casó el 25 de octubre de 1805. 
Alrededor de 1804, escribió su primera novela, titulada Eufrosina, que posteriormente fue reelaborada con Karl Ludwig von Woltmann y publicada con el título de Heloísa. Después escribió algunas obras y trabajó con su marido. 
En 1813 se trasladaron a Praga, donde Karoline tradujo varias obras de Maria Edgeworth. Desde que su marido dejó de escribir a causa de una parálisis del brazo derecho, ella editó sus obras. Karl murió en 1817.
Ese mismo año, Karoline von Woltmann escribió un suplemento a la autobiografía de Karl Ludwig y comenzó a publicar sus Sämmtlichen Werke en 14 volúmenes, el último de los cuales se completó en 1827. Además tradujo a Jean-Nicolas Bouilly. En 1824 se convirtió en editora de la revista praguense Der Kranz, donde también se publicaron sus obras. 
En 1826 regresó a Alemania y vivió en Berlín, donde murió en 1847. En 1832 y 1833 viajó a Italia y Suiza.

## Obras
- 1815, Orlando
- 1815, Cuentos populares de Bohemia (2 volúmenes)
- 1817, María y Walpurgis
- 1820, Nuevos cuentos populares de Bohemia
- 1820, Relatos históricos de varios conocimientos individuales de tiempos y pueblos
- 1822, Los sombreros blancos
- 1824, El ultra y el liberal
- 1824, Espejo del gran mundo y sus demandas
- 1829, Los escultores
- 1829, La mujer blanca
- 1832, El legado